# پیرانا (فیلم)
پیرانا (به انگلیسی Piranha) فیلمی آمریکایی به کارگردانی جو دانته در ژانر وحشت است که در سال ۱۹۷۸ به اکران درآمد. سه سال بعد دنباله این فیلم تحت عنوان پیرانا ۲: تخم ریزی توسط جیمز کامرون ساخته شد. در سال ۲۰۱۰ فیلم پیرانا سه بعدی اکران شد که در واقع، بازسازی این فیلم بود.

## بازیگران
- کینن وین